# Régis Huby
Régis Huby (* 22. Juni 1969) ist ein französischer Jazzgeiger, Komponist und Arrangeur.

## Leben und Wirken
Huby studierte klassische Musik am Konservatorium in Rennes bei Catherine Luquin, am Conservatoire de Rueil-Malmaison und  am Conservatoire National Supérieur de Musique et de Danse de Paris (CNSM) bei François Jeanneau, Hervé Sellin, Patrick Moutal und Alain Savouret. In dieser Zeit arbeitete er mit Dominique Pifarély und Louis Sclavis. Er spielte im Duo mit Vincent Courtois, im Living Time Orchestra von George Russell und gründete mit Iréne Lecoq, Guillaume Roy und Alain Grange die Streicher-Formation Quatuor IXI (Aufnahmen mit Joachim Kühn: Phrasen) und war musikalischer Leiter und Arrangeur des Projektes Nuit Américaine von Lambert Wilson. Erste Aufnahmen im Bereich des Jazz entstanden 1994 mit Maria Laura Baccarini (All Around).
In der zweiten  Hälfte der 1990er-Jahre spielte Huby außerdem mit Didier Lockwood/Onztet de Violon Jazz, Luc Le Masne, Riccardo Del Fra, Jean-Charles Capon und Denis Colin; 1998 nahm er sein Debütalbum Le Sentiment des Brutes auf, an dem u. a. Noël Akchoté mitwirkte. Seit 1999 gehört er dem Quartett von Yves Rousseau an, mit dem mehrere Alben (zuletzt 2014 Akasha) veröffentlicht wurden. Ab den 2000er-Jahren arbeitete er außerdem mit Denis Badault, Gérard Pansanel, Denis Badault, Claude Tchamitchian, Olivier Benoît, Guillaume Séguron sowie in den Formationen Sound of Choice (Album Invisible Correspondance, u. a. mit Fredrik Lundin, Guillaume Roy, Hasse Poulsen). Auch gehörte er dem Orchestre National de Jazz unter der Leitung von Paolo Damiani für die Produktion Charmeditéranéen (ECM 2002, mit Anouar Brahem und Gianluigi Trovesi) an. Im Bereich des Jazz war er zwischen 1994 und 2011 an 22 Aufnahmesessions beteiligt.
Seit den 1990er-Jahren war er als Musiker, Arrangeur und Komponist bei zahlreichen Musiktheater-Projekten und Festivals in Zusammenarbeit u. a. mit Philippe Destrem, François Raulin, Philippe Deschepper und Ute Lemper  beteiligt.
2013 trat er im Duo mit Jean-Marc Foltz auf dem Münsterland Festival auf.

## Diskographische Hinweise
- Régis Boulard & Regis Huby: Oui Mais (Signature/Radio France, 2002)
- Serge Adam & Régis Huby: Too Fast for Techno (Quoi de Neuf Docteur, 2005)
- Simple Sound (Le Chant du Monde, 2006), mit Catherine Delaunay, Roland Pinsard, Olivier Benoit, Alain Grange, Bruno Chevillon
- Régis Huby, Maria Laura Baccarini, Yann Apperry All Around (Abalone 2010), mit Jean-Marc Larché, Catherine Delaunay, Olivier Benoît, Claude Tchamitchian, Guillaume Séguron, Christophe Marguet
- Codex III (2021), mit Bruno Chevillon, Michele Rabbia
- The Ellipse (2023)